# Батюк Микола Пилипович
Микола Пилипович Батюк (19 грудня 1905 — 27 липня 1943) — радянський воєначальник, під час Німецько-радянської війни дивізія під його командуванням відзначився при обороні Сталінграда. Гвардії генерал-майор (1943).

## Біографія
Микола Пилипович Батюк народився 19 грудня 1905 року в місті Охтирка, нині Сумської області України. Українець. Після закінчення школи працював муляром на Тростянецькому цукровому заводі, потім — у Харківському коммунстрое.
У 1927 році призваний у Червону Армію. З 1930 року член ВКП(б). Службу проходив у 23-ї стрілецької дивізії. За 14 років служби пройшов шлях від червоноармійця до командира полку. У 1938 році закінчив вищі офіцерські курси «Постріл». У вересні 1939 року брав участь у радянському вторгненні у Польщу, де був контужений розривом польської гранати[джерело не вказане 4534 дні]. Це послужило однією з причин його настільки ранньої смерті в 1943 році.
Початок німецько-радянської війни зустрів під Каунасом на посаді командира 89-го стрілецького полку. Після початку бойових дій вивів полк з-під загрози оточення. Надалі командував полком у боях на Північно-Західному фронті. 15 вересня 1941 року був легко поранений під Демянском. У грудні того ж року направлений у Томськ (Сибірський військовий округ) для формування 284-ї стрілецької дивізії і незабаром став її командиром.
На початку липня 1942 року в районі станції Касторная під Воронежем дивізія отримала бойове хрещення. Протягом 5 діб дивізія вела запеклі бої, затримуючи просування німецьких військ.
У другій половині вересня 1942 року дивізія під командуванням Н. Ф. Батюка прибула на Сталінградський фронт і була включена до складу обороняється в місті 62-ї армії. За наказом командувача армією дивізія зайняла оборону в районі Мамаєва кургану, при цьому підполковник Батюк завчасно вжив заходів для вивчення та впровадження у підпорядкованих військах нових тактичних прийомів ведення бою в міських умовах. На місці командир дивізії вміло організував оборону і систему вогню дивізії, що дозволило їй довгий час утримувати займані позиції. Багато часу проводив на передньому краї, вивчаючи обстановку і керуючи боєм. Серед солдат отримав прізвисько «вогнетривкий».
Велику увагу приділяв розвитку снайперського руху. Саме в його дивізії народилася бойова слава Героїв Радянського Союзу В. Р. Зайцева і В. І. Медведєва.
За два місяці оборонних боїв дивізія завдала супротивнику великі втрати в живій силі і техніці і при цьому зберегла свою боєздатність.
У січні 1943 року частини дивізії перейшли від оборони до наступу і незабаром очистили від оточених німецьких військ частина міста, полонивши при цьому близько 3000 солдатів і офіцерів і трьох генералів.
Після завершення Сталінградської битви 284-я стрілецька дивізія була нагороджена орденом Червоного Прапора і перетворена в 79-ю гвардійську стрілецьку дивізію. Н. Ф. Батюк був нагороджений орденами Червоного Прапора і Кутузова 2-го ступеня, а також медаллю «За оборону Сталінграда», 1 березня 1943 року йому було присвоєно військове звання «генерал-майор».
Надалі до середини липня 1943 року дивізія займала оборону на правому березі р. Сіверський Донець і з початком Ізюм-Барвінківської наступальної операції перейшла в наступ. В останній день операції 27 липня 1943 року Микола Пилипович Батюк раптово помер від розриву серця.
Похований у місті Святогірську на горі Артема, поруч поховані Герої Радянського Союзу Ілля Захарович Шуклин і Олександр Кирилович Сечкін. Там же знаходиться братська могла радянських бійців, які загинули в боях за визволення Славяногорська та Слов'янського району.
«Ми поховали його біля пам'ятника Артему, на березі Північного Донця, потім перенесли його останки в Сталінград, на Мамаєв-курган, бо він був душею битви за Мамаїв курган, за місто на Волзі».

## Пам'ять

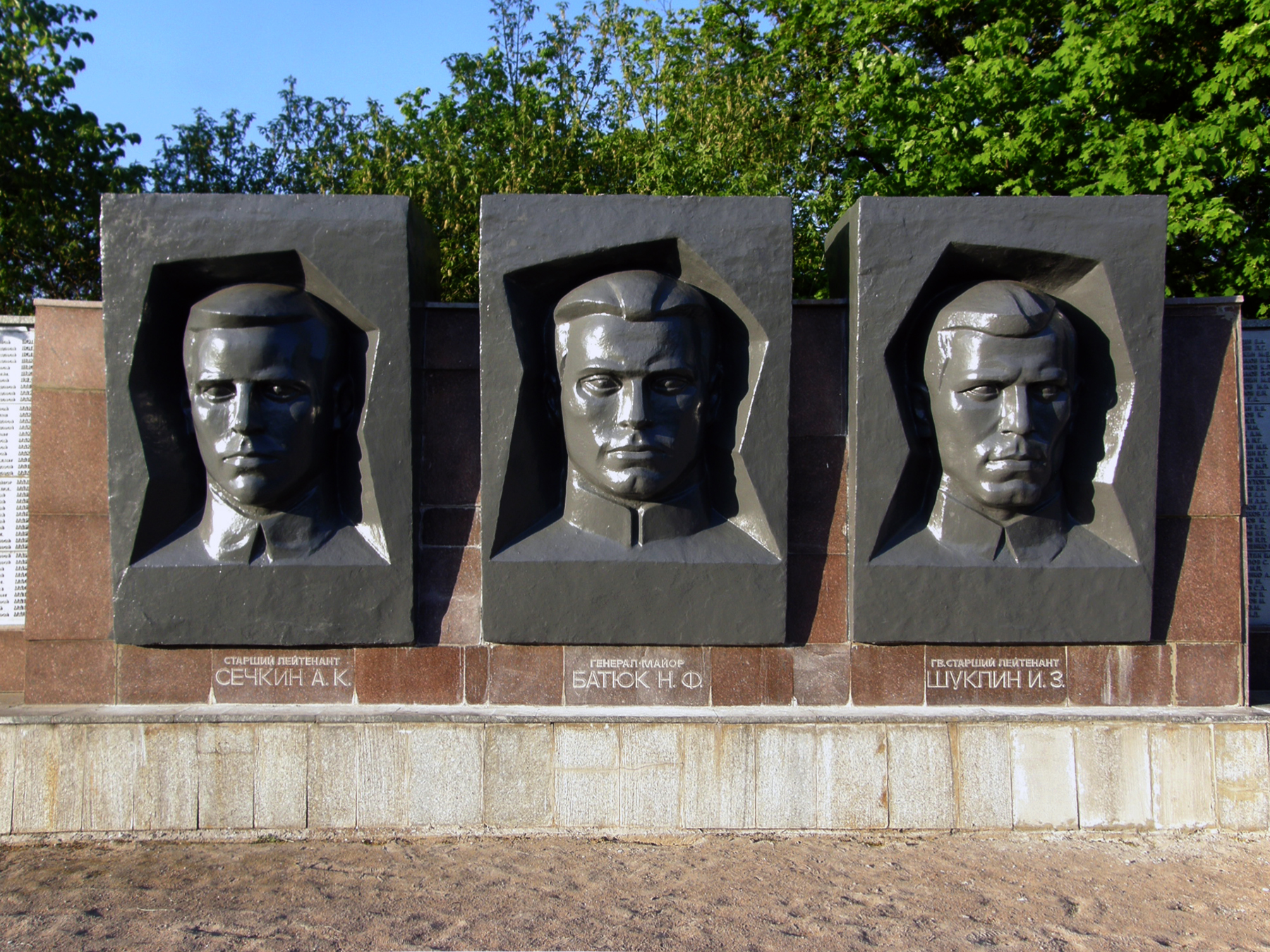
Стели поблизу могил Олександра Сечкіна, Миколи Батюка та Іллі Шукліна на меморіалі у Святогірську

Постановою Виконкому Міськради № 20/508 від 25.08.1954 ім'ям Н. Ф. Батюка названа вулиця в Волгограді. Також його ім'я носять вулиці в Слов'янську, Охтирці та Горлівці.